# Кищук Наталія
Ната́лія Кищу́к (* 1968) — українська велосипедистка; учасниця Олімпійських ігор.

## З життєпису
Народилася 1968 року. Бронзова призерка Чемпіонатів України з велоспорту на шосе 1992, 1995, 1996, 1997 років. Брала участь у літніх Олімпійських іграх 1992 року, не представляючи нації у складі Об'єднаної команди в жіночих шосейних гонках. Чемпіонат світу з шосейних велогонок 1994 — сьома. Представляла Україну на літніх Олімпійських іграх 1996 року у жіночих шосейних гонках.
Учасниця змагань:
- 1990 — Tour de Cuba; третя
- 1992 — Driedaagse van Pattensen; друга
- 1994
  - SwissEver GP Cham-Hagendorn
  - Tour de Berne
  - Tour de Leimental
  - Tour de Berlin; переможниця
  - GP Winterthur; друга
  - Tour de Berlin; третя
  - GP Kanton Aargau; третя
  - Main-Spessart Rundfahrt; третя
- 1995
  - Rund um die Rigi
  - GP Kanton Aargau; друга
- 2001 Grand Prix Cham-Hagendorn; третя